# Lịch sử điện thoại di động

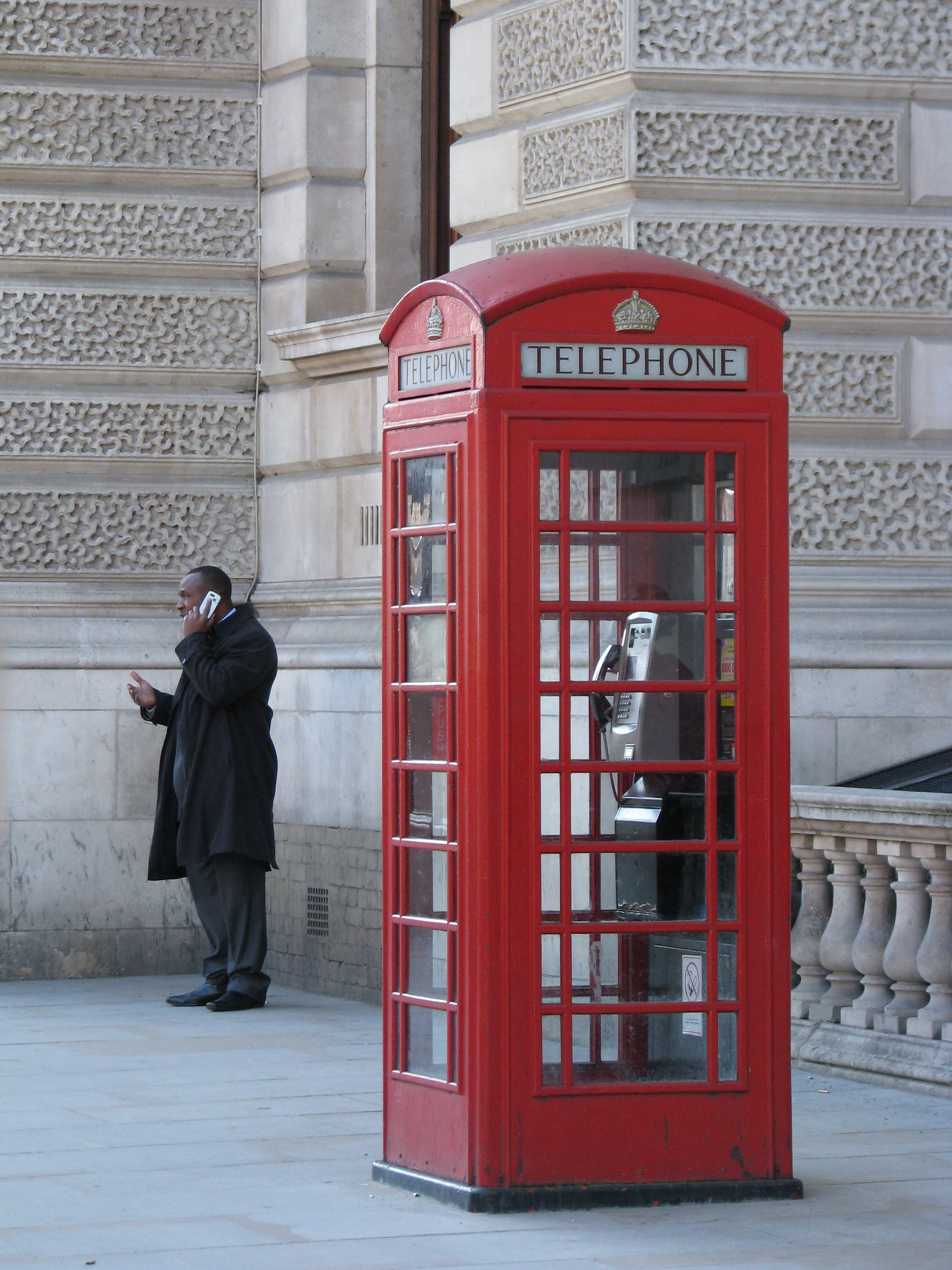
Một người đàn ông nói chuyện trên điện thoại di động của mình khi đứng gần hộp điện thoại thông thường đang còn trống. Công nghệ kích hoạt cho điện thoại di động được phát triển lần đầu tiên vào những năm 1940 nhưng phải đến giữa những năm 1980, chúng mới được phổ biến rộng rãi. Đến năm 2011, người ta ước tính ở Anh có nhiều cuộc gọi được thực hiện bằng điện thoại di động hơn thiết bị có dây.

Lịch sử của điện thoại di động bao gồm các thiết bị thông tin di động kết nối không dây với mạng điện thoại chuyển mạch công cộng.
Trong khi việc truyền giọng nói bằng tín hiệu đã có từ lâu đời, những thiết bị đầu tiên không dây, di động và cũng có khả năng kết nối với mạng điện thoại tiêu chuẩn gần đây hơn nhiều. Những thiết bị đầu tiên như vậy hầu như không di động so với các thiết bị cầm tay nhỏ gọn ngày nay và việc sử dụng chúng rất vụng về.
Cùng với quá trình phát triển công nghệ di động hơn, và hệ thống kết nối tốt hơn, những thay đổi mạnh mẽ đã diễn ra trong cả mạng kết nối truyền thông không dây và mức độ phổ biến của việc sử dụng nó, với điện thoại thông minh trở nên phổ biến trên toàn cầu và tỷ lệ truy cập Internet ngày càng tăng. qua băng thông rộng di động.

## Cơ sở

### Sản phẩm tiền nhiệm
Năm 1908, Giáo sư Albert Jahnke và Công ty Điện thoại và Điện xuyên lục địa Oakland tuyên bố đã phát triển một chiếc điện thoại không dây. Họ đã bị buộc tội gian lận và khoản phạt sau đó đã được giảm xuống, nhưng dường như họ vẫn chưa tiếp tục sản xuất. Bắt đầu từ năm 1918, hệ thống đường sắt của Đức đã thử nghiệm điện thoại không dây trên các chuyến tàu quân sự giữa Berlin và Zossen. Năm 1924, các thử nghiệm công khai bắt đầu với kết nối điện thoại trên các chuyến tàu giữa Berlin và Hamburg. Năm 1925, công ty Zugtelephonie AG được thành lập để cung cấp thiết bị điện thoại tàu hỏa và vào năm 1926, dịch vụ điện thoại trên các chuyến tàu của Deutsche Reichsbahn và dịch vụ thư tín của Đức trên tuyến đường giữa Hamburg và Berlin đã được chấp thuận và cung cấp cho những du khách hạng nhất.

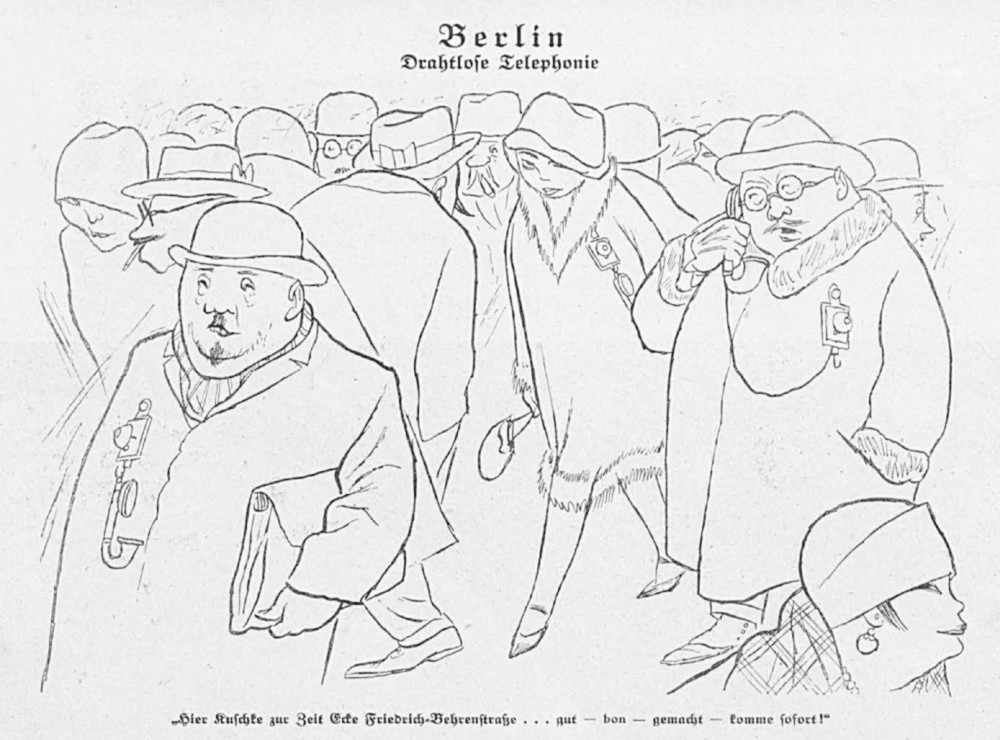
Bản vẽ của Karl Arnold về việc sử dụng điện thoại di động ở nơi công cộng

Fiction đã tiên liệu sự phát triển của điện thoại di động trong thế giới thực. Năm 1906, nhà biếm họa người Anh Lewis Baumer đã xuất bản một bức tranh biếm họa trên tạp chí Punch với tựa đề "Dự báo cho năm 1907", trong đó ông cho thấy một người đàn ông và một phụ nữ ở công viên Hyde của London, mỗi người tham gia đánh bạc và hẹn hò riêng biệt trên thiết bị điện thoại không dây. Sau đó, vào năm 1926, nghệ sĩ Karl Arnold đã tạo ra một bức tranh biếm họa về tầm nhìn xa về việc sử dụng điện thoại di động trên đường phố, với hình ảnh "điện thoại không dây", được đăng trên tạp chí châm biếm Simplicissimus của Đức.
Chiến tranh thế giới thứ hai đã làm cho quân đội sử dụng các liên kết điện thoại vô tuyến. Máy thu phát vô tuyến cầm tay đã có từ những năm 1940. Điện thoại di động dành cho ô tô đã có mặt ở một số công ty điện thoại vào những năm 1940. Các thiết bị ban đầu rất cồng kềnh, tiêu thụ lượng điện năng lớn và mạng chỉ hỗ trợ một số cuộc trò chuyện đồng thời. Các mạng di động hiện đại cho phép sử dụng điện thoại di động một cách tự động và phổ biến để liên lạc thoại và truyền dữ liệu.
Tại Hoa Kỳ, các kỹ sư từ Bell Labs bắt đầu nghiên cứu một hệ thống cho phép người dùng di động thực hiện và nhận các cuộc gọi điện thoại từ ô tô, dẫn đến việc khánh thành dịch vụ di động vào ngày 17 tháng 6 năm 1946 tại St. Louis, Missouri. Ngay sau đó, AT&T cung cấp Mobile Telephone Service. Một loạt các dịch vụ điện thoại di động hầu hết không tương thích cung cấp vùng phủ sóng hạn chế và chỉ có một số kênh khả dụng ở các khu vực thành thị. Vì các cuộc gọi được truyền đi dưới dạng tín hiệu tương tự không được mã hóa, chúng có thể bị nghe trộm bởi bất kỳ ai có thiết bị vô tuyến có thể nhận các tần số đó. Sự ra đời của công nghệ di động, cho phép sử dụng lại tần số nhiều lần ở các khu vực nhỏ liền kề được bao phủ bởi các máy phát công suất tương đối thấp, đã làm cho việc áp dụng rộng rãi điện thoại di động trở nên khả thi về mặt kinh tế.
Tại Liên Xô, Leonid Kupriyanovich, một kỹ sư đến từ Moscow, vào năm 1957-1961, đã phát triển và trình bày một số vô tuyến liên lạc bỏ túi thử nghiệm. Trọng lượng của một mô hình, được giới thiệu vào năm 1961, chỉ 70g và có thể nằm gọn trong lòng bàn tay. Tuy nhiên, ở Liên Xô lúc đầu quyết định phát triển hệ thống điện thoại ô tô "Altai" đã được đưa ra.
Năm 1965, công ty Bulgaria "Radioelektronika" đã giới thiệu một chiếc điện thoại di động tự động kết hợp với một trạm gốc tại triển lãm quốc tế Inforga-65 ở Moscow. Giải pháp của chiếc điện thoại này dựa trên hệ thống do Leonid Kupriyanovich phát triển. Một trạm gốc, được kết nối với một đường dây điện thoại, có thể phục vụ tối đa 15 khách hàng.
Những tiến bộ trong điện thoại di động có thể được theo dõi trong các thế hệ kế tiếp từ các dịch vụ "0G" ban đầu như MTS và dịch vụ điện thoại di động cải tiến kế nhiệm của nó, đến mạng di động tương tự thế hệ thứ nhất (1G), mạng di động kỹ thuật số thế hệ thứ hai (2G), thứ ba dịch vụ dữ liệu băng thông rộng -generation (3G) cho các mạng IP gốc thế hệ thứ tư (4G).

### Công nghệ cơ bản
Sự phát triển của công nghệ tích hợp kim loại-oxit-bán dẫn (MOS) quy mô lớn (LSI), lý thuyết thông tin và mạng di động đã dẫn đến sự phát triển của truyền thông di động giá cả phải chăng. Có sự phát triển nhanh chóng của viễn thông không dây vào cuối thế kỷ 20, chủ yếu do sự ra đời của xử lý tín hiệu kỹ thuật số trong truyền thông không dây, được thúc đẩy bởi sự phát triển của tích hợp quy mô rất lớn (VLSI) RF CMOS (radio -công nghệ MOS) bổ sung tần số.
Sự phát triển của công nghệ điện thoại di động được kích hoạt nhờ những tiến bộ trong chế tạo thiết bị bán dẫn MOSFET (bóng bán dẫn hiệu ứng trường kim loại-oxit-silicon). MOSFET (bóng bán dẫn MOS), được phát minh bởi Mohamed Atalla và Dawon Kahng tại Bell Labs vào năm 1959, là khối cơ bản của điện thoại di động hiện đại. Mở rộng quy mô MOSFET, trong đó bóng bán dẫn MOS nhỏ hơn với mức tiêu thụ điện năng giảm, cho phép công nghệ tích hợp quy mô rất lớn (VLSI), với số lượng bóng bán dẫn MOS trong chip mạch tích hợp tăng với tốc độ hàm mũ, theo dự đoán của định luật Moore. Việc mở rộng quy mô MOSFET liên tục cuối cùng đã giúp nó có thể tạo ra điện thoại di động di động. Một điện thoại thông minh hiện đại điển hình được xây dựng từ hàng tỷ MOSFET nhỏ bé tính đến năm 2019, được sử dụng trong các mạch tích hợp như bộ vi xử lý và chip nhớ, làm thiết bị nguồn, và như bóng bán dẫn màng mỏng (TFT)  trong màn hình di động.
Những tiến bộ trong công nghệ điện tử công suất MOSFET cũng cho phép phát triển mạng di động không dây kỹ thuật số, vốn rất cần thiết cho điện thoại di động hiện đại. Việc áp dụng loại điện MOSFET, LDMOS (bên khuếch tán MOS) và RF CMOS (tần số vô tuyến CMOS) các thiết bị dẫn đến sự phát triển và phổ biến của các mạng di động không dây kỹ thuật số vào năm 1990, với những tiến bộ trong công nghệ MOSFET dẫn đến tăng băng thông trong những năm 2000. Hầu hết các yếu tố thiết yếu của mạng di động không dây được xây dựng từ MOSFET, bao gồm bộ thu phát di động, mô-đun trạm gốc, bộ định tuyến, bộ khuếch đại công suất RF, mạch viễn thông, mạch RF và bộ thu phát vô tuyến, trong các mạng như 2G, 3G, và 4G.
Một yếu tố hỗ trợ quan trọng khác là pin lithium-ion, trở thành nguồn năng lượng không thể thiếu cho điện thoại di động. Pin lithium-ion được John Goodenough, Rachid Yazami và Akira Yoshino phát minh vào những năm 1980, và được Sony và Asahi Kasei thương mại hóa vào năm 1991.

## Các dịch vụ ban đầu

### MTS
Năm 1949, AT&T thương mại hóa Dịch vụ Điện thoại Di động (Mobile Telephone Service). Từ khi thành lập ở St. Louis, Missouri, vào năm 1946, AT&T đã giới thiệu Dịch vụ Điện thoại Di động cho một trăm thị trấn và hành lang đường cao tốc vào năm 1948. Dịch vụ Điện thoại Di động rất hiếm khi chỉ có 5.000 khách hàng thực hiện khoảng 30,000 cuộc gọi mỗi tuần. Các cuộc gọi được thiết lập thủ công bởi người điều hành và người dùng phải nhấn một nút trên điện thoại để nói chuyện và nhả nút để nghe. Thiết bị thuê bao cuộc gọi nặng khoảng 80 pound (36 kg) 
Tăng trưởng thuê bao và tạo doanh thu bị cản trở bởi những hạn chế của công nghệ. Vì chỉ có ba kênh vô tuyến nên chỉ có ba khách hàng ở bất kỳ thành phố nào có thể gọi điện thoại di động cùng một lúc. Dịch vụ Điện thoại Di động rất đắt, với giá 15 đô la Mỹ mỗi tháng, cộng thêm 0,30–0,40 đô la cho mỗi cuộc gọi nội hạt, tương đương với (năm 2012 đô la Mỹ) khoảng 176 đô la mỗi tháng và 3,50–4,75 đô la cho mỗi cuộc gọi.
Tại Vương quốc Anh, cũng có một hệ thống dựa trên phương tiện được gọi là "Dịch vụ Điện thoại Vô tuyến Bưu điện", được đưa vào hoạt động xung quanh thành phố Manchester vào năm 1959, và mặc dù nó yêu cầu người gọi phải nói chuyện với một nhà điều hành, nhưng có thể chuyển cho bất kỳ người đăng ký nào ở Vương quốc Anh. Dịch vụ được mở rộng đến London vào năm 1965 và các thành phố lớn khác vào năm 1972.

### IMTS
AT&T đã giới thiệu cải tiến lớn đầu tiên cho điện thoại di động vào năm 1965, đặt tên rõ ràng cho dịch vụ cải tiến là Dịch vụ Điện thoại Di động Cải tiến. IMTS đã sử dụng các kênh vô tuyến bổ sung, cho phép nhiều cuộc gọi đồng thời hơn trong một khu vực địa lý nhất định, giới thiệu tính năng quay số cho khách hàng, loại bỏ việc thiết lập cuộc gọi thủ công bởi nhà điều hành và giảm kích thước và khối lượng của thiết bị thuê bao.
Mặc dù IMTS đã nâng cấp công suất, nhưng nhu cầu vẫn vượt xa công suất. Theo thỏa thuận với các cơ quan quản lý nhà nước, AT&T giới hạn dịch vụ chỉ cho 40,000 khách hàng trên toàn hệ thống. Ví dụ ở thành phố New York, 2,000 khách hàng chỉ chia sẻ 12 kênh radio và thường phải đợi 30 phút để thực hiện cuộc gọi.

### Radio Common Carrier

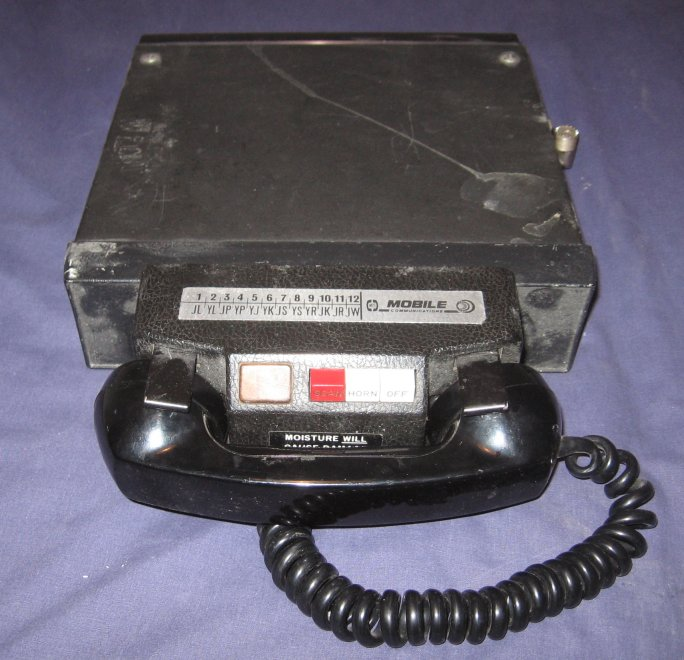
Điện thoại vô tuyến di động

Radio Common Carrier  hay RCC là một dịch vụ được giới thiệu vào những năm 1960 bởi các công ty điện thoại độc lập để cạnh tranh với IMTS của AT&T. Hệ thống RCC được sử dụng UHF 454/459 được ghép nối MHz và VHF 152/158 Các tần số MHz gần với tần số được IMTS sử dụng. Các dịch vụ dựa trên RCC được cung cấp cho đến những năm 1980 khi hệ thống AMPS di động làm cho thiết bị RCC trở nên lỗi thời.
Một số hệ thống RCC được thiết kế để cho phép khách hàng của các nhà cung cấp dịch vụ lân cận sử dụng phương tiện của họ, nhưng thiết bị được sử dụng bởi RCC không cho phép tương đương với "chuyển vùng" hiện đại vì tiêu chuẩn kỹ thuật không đồng nhất. Ví dụ: điện thoại của một dịch vụ RCC có trụ sở tại Omaha, Nebraska sẽ không thể hoạt động ở Phoenix, Arizona. Chuyển vùng không được khuyến khích, một phần vì không có cơ sở dữ liệu thanh toán tập trung trong ngành cho các RCC. Các định dạng tín hiệu không được chuẩn hóa. Ví dụ, một số hệ thống đã sử dụng tính năng phân trang tuần tự hai tone để thông báo cho điện thoại di động về cuộc gọi đến. Các hệ thống khác được sử dụng DTMF. Một số sử dụng Secode 2805, truyền tín hiệu báo 2805 Hz gián đoạn (tương tự như tín hiệu IMTS) để cảnh báo người nghe điện thoại di động về một cuộc gọi đến. Một số thiết bị vô tuyến được sử dụng với hệ thống RCC là thiết bị LOMO bán song công, đẩy để đàm thoại như máy cầm tay Motorola hoặc bộ đàm hai chiều thông thường RCA 700-series. Các thiết bị xe cộ khác có thiết bị cầm tay điện thoại và mặt số quay hoặc bàn phím bấm, và hoạt động song công như điện thoại có dây thông thường. Một số người dùng có điện thoại cặp song công (hoàn toàn tiên tiến trong ngày của họ)
Vào cuối thời kỳ tồn tại của RCC, các hiệp hội ngành đang làm việc trên một tiêu chuẩn kỹ thuật cho phép chuyển vùng và một số người dùng di động có nhiều bộ giải mã để cho phép hoạt động với nhiều hơn một trong các định dạng báo hiệu phổ biến (600/1500, 2805 và Reach). Hoạt động thủ công thường là một dự phòng cho những người tạo RCC.

### Các dịch vụ khác
Năm 1969, Đường sắt Trung tâm Penn trang bị các chuyến tàu đi lại dọc theo 360 kilômét (220 mi) Tuyến New York - Washington với điện thoại công cộng đặc biệt cho phép hành khách gọi điện khi tàu đang di chuyển. Hệ thống sử dụng lại sáu tần số trong 450 Băng tần MHz trong 9 địa điểm.
Ở Vương quốc Anh, Quần đảo Channel và những nơi khác, hệ thống điện thoại "Rabbit" đã được sử dụng trong thời gian ngắn, là sự kết hợp giữa các trạm gốc và thiết bị cầm tay "cell". Một hạn chế lớn là bạn phải cách chân đế dưới 300 feet (gần các tòa nhà hơn) do hạn chế về nguồn điện trên thiết bị di động. Với công nghệ hiện đại, một biến thể tương tự đang được xem xét cho "đồng hồ thông minh" 4G mới của Apple để chúng có thể được sử dụng trong các sự kiện lớn theo cách tương tự như femtocell.

### Mạng di động radio Châu Âu
Ở Châu Âu, một số dịch vụ vô tuyến di động không tương thích lẫn nhau đã được phát triển.
Năm 1966, Na Uy có một hệ thống gọi là OLT được điều khiển bằng tay. ARP của Phần Lan, ra mắt năm 1971, cũng là thủ công như MTD của Thụy Điển. Tất cả đều được thay thế bằng hệ thống NMT (Điện thoại di động Bắc Âu) tự động vào đầu những năm 1980.
Vào tháng 7 năm 1971 Readycall được Burndept giới thiệu tại London sau khi có được một nhượng bộ đặc biệt nhằm phá bỏ thế độc quyền của Bưu điện để cho phép gọi điện có chọn lọc đến các cuộc gọi di động từ hệ thống điện thoại công cộng. Hệ thống này đã có sẵn cho công chúng với một gói đăng ký £ 16 tháng. Một năm sau, dịch vụ được mở rộng đến hai thị trấn khác của Vương quốc Anh.
Tây Đức có một mạng gọi là A-Netz ra đời vào năm 1952 với tư cách là mạng điện thoại di động thương mại công cộng đầu tiên của đất nước. Năm 1972, công ty này được thay thế bởi B-Netz, công ty kết nối các cuộc gọi tự động.